# Sant Joan d'Aubrigós
Saint-Jean-d'Aubrigoux és un municipi francès situat al departament de l'Alt Loira i a la regió d'Alvèrnia-Roine-Alps. L'any 2007 tenia 179 habitants.

## Demografia

### Població
El 2007 la població de fet de Saint-Jean-d'Aubrigoux era de 179 persones. Hi havia 88 famílies de les quals 24 eren unipersonals (20 homes vivint sols i 4 dones vivint soles), 40 parelles sense fills i 24 parelles amb fills.
La població ha evolucionat segons el següent gràfic:
Habitants censats

### Habitatges
El 2007 hi havia 188 habitatges, 84 eren l'habitatge principal de la família, 61 eren segones residències i 43 estaven desocupats. 184 eren cases i 4 eren apartaments. Dels 84 habitatges principals, 65 estaven ocupats pels seus propietaris, 7 estaven llogats i ocupats pels llogaters i 12 estaven cedits a títol gratuït; 3 tenien dues cambres, 21 en tenien tres, 28 en tenien quatre i 31 en tenien cinc o més. 30 habitatges disposaven pel capbaix d'una plaça de pàrquing. A 41 habitatges hi havia un automòbil i a 33 n'hi havia dos o més.

### Piràmide de població
La piràmide de població per edats i sexe el 2009 era:
| Homes | Edats   | Dones |
| ----- | ------- | ----- |
| 0     | 95 o +  | 0     |
| 0     | 90 a 94 | 0     |
| 0     | 85 a 89 | 0     |
| 0     | 80 a 84 | 0     |
| 0     | 75 a 79 | 0     |
| 8     | 70 a 74 | 12    |
| 8     | 65 a 69 | 20    |
| 16    | 60 a 64 | 4     |
| 4     | 55 a 59 | 4     |
| 16    | 50 a 54 | 8     |
| 4     | 45 a 49 | 4     |
| 4     | 40 a 44 | 4     |
| 12    | 35 a 39 | 8     |
| 4     | 30 a 34 | 8     |
| 0     | 25 a 29 | 4     |
| 0     | 20 a 24 | 0     |
| 4     | 15 a 19 | 0     |
| 0     | 10 a 14 | 4     |
| 0     | 5 a 9   | 8     |
| 0     | 0 a 4   | 4     |

## Economia
El 2007 la població en edat de treballar era de 117 persones, 91 eren actives i 26 eren inactives. De les 91 persones actives 86 estaven ocupades (53 homes i 33 dones) i 5 estaven aturades (2 homes i 3 dones). De les 26 persones inactives 10 estaven jubilades, 5 estaven estudiant i 11 estaven classificades com a «altres inactius».

### Ingressos
El 2009 a Saint-Jean-d'Aubrigoux hi havia 93 unitats fiscals que integraven 193 persones, la mediana anual d'ingressos fiscals per persona era de 12.758 €.

### Activitats econòmiques
Dels 2 establiments que hi havia el 2007, 1 era d'una empresa de comerç i reparació d'automòbils i 1 d'una empresa d'hostatgeria i restauració.
L'únic establiment comercial que hi havia el 2009 era una botiga de mobles.
L'any 2000 a Saint-Jean-d'Aubrigoux hi havia 33 explotacions agrícoles que ocupaven un total de 875 hectàrees.

## Poblacions més properes
El següent diagrama mostra les poblacions més properes.